# Lutz Otto
Lutz Otto (* 5. September 1954 in Meiningen; † 14. Juni 2010) war Fußballspieler in der DDR. Für den FC Vorwärts Frankfurt (Oder) bestritt er 164 Spiele in der DDR-Oberliga.

## Sportlicher Werdegang
Lutz Otto begann seine Laufbahn als Fußballspieler beim DDR-Ligisten Kali Werra Tiefenort. Otto wurde während seines Militärdienstes zur ASG Vorwärts Meiningen eingezogen, die 1974 in das sächsische Plauen verlegt wird, wo Otto für die neu gebildete ASG Vorwärts Plauen weiterhin in der DDR-Liga antrat.
1975 wurde der damals eher unbekannte Spieler zum Oberligateam des FC Vorwärts Frankfurt delegiert. Otto konnte sich nicht auf Anhieb in der Armeemannschaft durchsetzen, im Finale des FDGB-Pokals 1975/76 kam er nicht zum Einsatz. In der Folgezeit konnte sich Otto jedoch im Team des ehemals sechsmaligen DDR-Meisters etablieren. Bekanntheit erreichte der schmächtige 1,74 m große Angriffsspieler in der DDR-Oberliga durch seinen „Übersteigetrick“, der ihn vor allem in Auswärtsspielen populär machte. Otto war im Team des eher blassen Armeevereins zeitweise einer der beliebtesten Spieler der DDR, der auch in fremden Stadien nach seinen technischen Einlagen gefeiert wurde. In die Fußballnationalmannschaft der DDR wurde Otto allerdings nicht berufen, absolvierte aber ein Spiel in der DDR-Nachwuchsauswahl. Auf internationaler Klubebene scheiterte Otto mit dem FC Vorwärts gegen Werder Bremen, Nottingham Forest und dem VfB Stuttgart stets vorzeitig. Die Saison 1977/78 beendete Vorwärts Frankfurt als Absteiger. Daraufhin musste Otto für ein Jahr in der zweitklassigen DDR-Liga spielen, es gelang ihm mit seiner Mannschaft aber der sofortige Wiederaufstieg. Im Gegensatz zu 1976 stand Otto 1981 mit der Vorwärts-Elf im Pokalendspiel, doch wie 1976 unterlag der FCV im Berliner Stadion der Weltjugend abermals dem 1. FC Lokomotive Leipzig, diesmal mit 1:4. Otto spielte Rechtsaußenstürmer, wurde aber schon in der 63. Minute durch Lothar Enzmann ersetzt. Seine beste Oberligaplatzierung erreichte er mit Frankfurt im Jahr 1983 als Vizemeister hinter dem BFC Dynamo.
Im Alter von knapp 30 Jahren nahm Otto nach der Saison 1983/84 im Rang eines Unterleutnants Abschied von der Frankfurter Armeemannschaft, für die er in neun Spielzeiten 164 Oberligaspiele bestritten und dabei 23 Tore erzielt hatte. Er ging in seine thüringische Heimat zurück, wo er wieder in Tiefenort für eine Saison im Aufgebot der DDR-Ligamannschaft stand. Im Anschluss trainierte Otto unterklassige Vereine in Thüringen. So trainierte er ab 1996 sieben Jahre lang Wacker Bad Salzungen in der Landesklasse. Seine letzte Trainerstation war der thüringische Landesklassenvertreter FC Schwallungen, wo Otto 2008 krankheitsbedingt aufhören musste.

## Stationen
- Kali Werra Tiefenort (Jugend)
- bis 1974: ASG Vorwärts Meiningen
- 1974 bis 1975: ASG Vorwärts Plauen
- 1975 bis 1984: FC Vorwärts Frankfurt
- 1984 bis 1985: Kali Werra Tiefenort
- 1996 bis 2003: Wacker Bad Salzungen (Trainer)
- bis 2008: FC Schwallungen (Trainer)

## Privates
Otto war gelernter Industriekaufmann. Außerdem absolvierte er später ein Ingenieursstudium und arbeitete als Arbeitsökonom unter Tage. Nach der Wende machte Otto eine Umschulung zum Teppichhändler.

## Statistik
- Pflichtspiele insgesamt: 223 (39 Tore)
- DDR-Oberliga: 164 Spiele, 23 Tore